# Конфлюэнция
Конфлюэнция (Слияние) (англ. confluence — слияние) — один из механизмов психологической защиты, выделяемых в гештальт-терапии наряду с интроекцией, проекцией и ретрофлексией. Понятие было введено Ф.Перлзом, который разделял нормальную и патологическую (невротическую) конфлюэнцию. 
При конфлюэнции происходит стирание границ между личностью и средой, затруднено определение собственных чувств и эмоций, а также переживаний других людей. Неразличение границ зачастую препятствует установлению контакта с другим или ведет к его разрыву. При нормальном контакте человек устанавливает связь, коммуницирует и затем выходит из контакта. При конфлюэнции человек не переходит к стадии выхода из контакта, что делает акт взаимодействия с другим человеком или группой неполноценным.

## Конфлюэнция как естественный процесс

### Ранние этапы онтогенетического развития
Слияние не всегда является признаком психического расстройства и требует терапевтического вмешательства. На ранних этапах онтогенетического развития конфлюэнция обеспечивает выживание ребенка, когда полная физическая зависимость от взрослого принимает форму симбиотической связи с матерью. Эта связь с другим является абсолютно естественной и необходимой в пренатальном и новорожденном периодах развития ребенка.

### Ритуальное поведение
Моменты экстаза или крайнего сосредоточения также представляют собой пример слияния. Проведение ритуалов предполагает полное отождествление себя с группой, при котором исчезает ощущение границ между собой и другими, что и является источником сильного экзальтированного чувства. Хронический характер чувства глубокого отождествления приводит к потере чувства себя и психологическим патологиям.

### Социализация
Конфлюэнтное поведение облегчает процесс социализации личности, поскольку принятие норм и правил группы создает ощущение безопасности. В данном случае конфлюэнция не носит патологического характера, так как обеспечивает возможность приспособления к условиям, не требующим изменений со стороны индивида. Такая форма конфлюэнции лежит в основе общественной солидарности, а отождествление с членами семьи, социальными ролями, этнической группой расширяет «Я» личности. Как и другие формы конфлюэнции, ассимиляция с группой не осознается, однако остается ее здоровым вариантом, пока индивид не утрачивает возможность при необходимости переоценки и отвержения отождествления.

## Патологическая конфлюэнция
Патологическая конфлюэнция может представлять собой как интраиндивидуальный, так и интериндивидуальный процесс. Однако в обоих случаях в основе лежит неразличение границ: между частями собственной личности, между потребностями, мотивами и эмоциями себя и другого или других. Любой здоровый контакт включает в себя осознание, которое в терминологии гештальтпсихологии представляет собой выделение «фигуры/фона», сопровождается нервным возбуждением и требует затрат энергии. При конфлюэнции индивид стремится избежать затрат психической энергии, поэтому формирование «фигуры/фона» не происходит.

### Личностное слияние
Патологическая личная конфлюэнция формируется при связывании ранее дифференцированных потребностей, мотивов и эмоций воедино, что препятствует их дальнейшему функционированию. Такое патологическое слияние лежит в основе многих психосоматических расстройств. Обычно их источником служит патологическое запрещение (например, плача и бурного выражения эмоций). Подавление естественных физиологических проявлений требует сознательного сокращения мышц (например, диафрагмы при подавлении плача). Позднее это сокращение мышц становится неосознаваемым и неконтролируемым, что блокирует возможность использования этих мышц для нормального выполнения других физиологических функций (например, дыхания) и проработку эмоциональный переживаний.

### Межличностное слияние
Данная форма слияния обычно характерна для супружеских и детско-родительских отношений. При этом не различаются границы между собственной и другой личностью, а проявление обособленности рассматривается как разрушение целостности и ведет к раздражению или беспокойству. Родители видят в собственных детях продолжение самих себя, не воспринимают их как отдельных личностей и негативно относятся к сепарации. При межличностном слиянии между партнерами заключается неосознаваемый «договор», который зачастую поддерживается лишь одной из сторон. Различия в интересах, желаниях или потребностях воспринимаются как нарушение «договора» одной из сторон и вызывают необоснованные претензии к себе или партнеру. Результатом этих претензий является развитие чувств вины или обиды по отношению к другому. Причины этих чувств с трудом поддаются осознанию; это, в свою очередь, ведет к их ложному приписыванию другим сторонам совместной деятельности. Для избегания подобных негативных переживаний индивид стремится к поддержанию слияния, что требует подавления либо чужих, либо собственных желаний и потребностей.

### Признаки дисфункциональной конфлюэнции
1. Неспособность идентифицировать собственные физические и психические ощущения и чувства/ сверхчувствительность к чувствам и реакциям других людей ("центр тяжести" смещён вовне) [3];
2. Полное отождествление с какой-либо группой/оппозиционное отношение к какой-либо группе. упоминание её в идеализирующей/обесценивающей форме[1];
3. Употребление местоимения «мы» вместо «я», и местоимение "я" там где следует говорить "мы"[4];
4. Сложность осознания конфликтов внутри близких отношений/"высасывание из пальца"[3];
5. Попытки заочного решения проблем другого человека, требующих признания и активности с его стороны/позиция беспомощности и манипулирование партнёром с целью эксплуатации последнего;
6. Трудности с расставанием и прерыванием контакта/проблемы со входом в контакт.